# Anatoli Ponomaryov
Anatoli Ponomaryov (Baku, 12 giugno 1982) è un ex calciatore azero, di ruolo attaccante.

## Biografia
È il figlio di İqor Ponomaryov.

## Carriera

### Club
Durante la sua carriera ha giocato con numerose squadre di club, tra cui anche l'Orduspor.

### Nazionale
Conta 16 presenze ed una rete con la Nazionale azera.

## Palmarès

### Club

#### Competizioni nazionali
- Coppa del Liechtenstein: 1

Vaduz: 2006-2007